# Luigi Samele
Luigi Samele, född den 25 juli 1987, är en italiensk fäktare som tog OS-brons i herrarnas lagtävling i sabel i samband med de olympiska fäktningstävlingarna 2012 i London.